# Chuck Menville
Chuck Menville, né le 17 avril 1940 à Bâton-Rouge (Louisiane, États-Unis) et mort le 15 juin 1992 à Malibu (Californie, États-Unis) est un animateur et scénariste de dessins animés.

## Biographie
Charles David « Chuck » Menville est né en Louisiane, mais déménage à Los Angeles à l'âge de dix-neuf ans avec comme aspiration de travailler dans le dessin animé. Il y obtient un emploi à Walt Disney Productions comme assistant sur le film Le Livre de la jungle (1967). Mais le climat à Disney est mauvais, il se lance dans l'écriture et commence un partenariat avec son ami Len Janson.
Au cours des années 1960, Menville et Janson co-produisent une série de courts-métrages d'action, parmi lequel Stop Look and Listen qui est nommé aux Oscars. Il s'agit d'une expérience innovante d'animation image par image en pixilation dans laquelle les personnages principaux déambulent dans les rues de la ville dans des voitures invisibles; Menville & Janson font revivre la technique du stop-motion pour toute une nouvelle génération.
A Stop Look and Listen succède en 1967 leur célèbre court-métrage Vicious Circles, autre comédie tournée en 16 mm avec une bande de motards endurcis intimidant un club de scooter dont Menville joue le leader. Des extraits du film furent mis en vedette en 1970 dans une série d'été de la télévision sur le réseau Broadcasting Company américaine appelée The New Communicateurs et popularisé la technique de pixilation de Menville aux États-Unis.
Dans les années 1980, Menville a contribué à un certain nombre de dessins animés diffusés le samedi matin, dont Les Schtroumpfs, SOS Fantômes, et Kissyfur. Menville est mort à Malibu, en Californie en 1992.